# Five Ghosts
Five Ghosts (с англ. — «Пять призраков») — серия комиксов, которую в 2013—2015 годах издавала компания Image Comics.

## Синопсис
Фабиан Грей, охотник за сокровищами, одержим 5 призраками литературных персонажей и имеет их сверхспособности.

## Коллекционные издания
| Название                                        | Тип              | Дата выхода     | Собранный материал                         | Кол-во страниц | ISBN                       | Предполагаемый объём продаж (первый месяц) |
| ----------------------------------------------- | ---------------- | --------------- | ------------------------------------------ | -------------- | -------------------------- | ------------------------------------------ |
| Five Ghosts Vol. 1: The Haunting of Fabian Gray | Мягкая обложка   | 1 октября 2013  | Five Ghosts #1-5                           | 128            | 978-1607067900, 1607067900 | 2 453, позиция в Северной Америке — 26     |
| Five Ghosts Vol. 2: Lost Coastlines             | Мягкая обложка   | 2 июля 2014     | Five Ghosts #6-12                          | 184            | 978-1607069812, 1607069814 | 1 856, позиция в Северной Америке — 56     |
| Five Ghosts Vol. 3: Monsters and Men            | Мягкая обложка   | 26 августа 2015 | Five Ghosts #13-17, Five Ghosts Special #1 | 184            | 978-1632153111, 1632153114 | 1 297, позиция в Северной Америке — 96     |
| Five Ghosts Deluxe Edition, Vol. 1              | Твёрдый переплёт | 24 июня 2015    | Five Ghosts #1-12                          | 344            | 978-1632152886, 1632152886 | н/д                                        |

## Отзывы
На сайте Comic Book Roundup серия имеет оценку 8,7 из 10 на основе 120 рецензий. Дженнифер Ченг из Comic Book Resources назвала первый выпуск успешным дебютом. Лэн Питтс из Newsarama дал первому выпуску 10 баллов из 10 и написал, что «в Five Ghosts есть всё, что должно быть в комиксе, и даже больше». Дэниел Элкин из Comics Bulletin оценил дебют в 4 звезды с половиной из 5 и отметил его схожесть с серией Cowboy Ninja Viking. Майк Чеккини из Den of Geek поставил первому выпуску 9 баллов из 10 и посчитал, что он «превосходно справляется со своей задачей». Журналист из PopMatters дал второму выпуску оценку 9 из 10 и подумал, что серия «способна возвысить жанр», в котором она написана.